# Friedrich Krasser
Friedrich Krasser (n. 25 aprilie 1818, Sebeș – d. 9 februarie 1893, Sibiu), medic și poet de limba germană, sas originar din Transilvania.
Friedrich Krasser a terminat Gimnaziul din Sibiu și a plecat pentru studii de medicină la Universitatea din Viena. Aici a opținut titlul de doctor în medicină în 1844. A plecat pentru 5 luni la Paris, unde a venit în contact cu doctrinele premarxiste ale socialismului utopic. Revenit la Viena, a obținut în 1846 un doctorat în chirurgie. S-a stabilit ca medic la Sebeș. A tratat gratuit pacienții săraci și a fost de asemenea din 1869 medic la Casa de asigurări medicale a muncitorilor (Allgemeine Arbeiterkrankenkasse) din Sibiu. În 1875 s-a mutat ca medic la Sibiu.
În 1869 Friedrich Krasser a publicat o poezie intitulată "Anti-Syllabus", prin care combătea acel "Syllabus" emis nu cu mult înaite de Papa Pius al IX-lea. Poezia sa a deveit repede cunoscută nu numai în toată Europa, ci și peste ocean, făcându-l celebru. În poezie el chema la ieșirea din "vechea beznă" ("aus der alten Dunkelheit").
În arta sa poetică se reflectă atât sensibilitatea socială, cât și experiența dobândită în practica medicală. A protestat, deopotrivă, împotriva dogmelor catolice și a maghiarizării agresive din epoca sa. Unele poezii, cum ar fi Anti-Syllabus, au fost publicate anonim și propagate în întreaga lume prin intermediul unor foi volante, redactate în diverse limbi. La fel au devenit cunoscute și poemele Ceterum censeo, Das Glas und die Bibel, Marseillaise des Christentums, Freie Schulen și Enzyklika  .
Întreaga sa gândire a fost o împletire între fundamente științifice și idei ale socialismului utopic.
Pasionat și el de posibilitatea zborurilor cosmice, Friedrich Krasser a afirmat în vara anului 1869: “Peste 100 de ani vor zbura oameni pe Lună. Nepoții noștri vor mai trăi”. După exact un secol de la acea prevestire, la 16 iulie 1969, nepotul său (fiul fiicei sale) Hermann Oberth, a fost invitat la Cape Canaveral ca să asiste la aselenizarea misiunii Apollo 11 și la primii pași făcuți de om pe Lună.

Pe clădirea de pe strada Avram Iancu 1-3 din Sibiu este montată o placă comemorativă care marchează faptul că în acea clădire a trăit între anii 1857 și 1893 poetul Friedrich Krasser.

## Scrieri
- Der Freidenkerkongress in Neapel, 1870
- Offenes Visier, Hamburg, 1869
- Offnes Visier. Gedichte und Lebensdokumente (Ediție îngrijită și cu o introducere de Harald Krasser), Editura de stat pentru literatură și artă (ESPLA), București, 1954.